# Draba alajica
Draba alajica är en korsblommig växtart som beskrevs av Dmitrij Litvinov. Draba alajica ingår i släktet drabor, och familjen korsblommiga växter. Inga underarter finns listade i Catalogue of Life.